# Sanaa (provins)
Sanaa eller San‘a’ (arabiska صنعاء) är en provins i det inre av västra Jemen. Dess administrativa huvudort är Sanaa, som också är landets huvudstad. Själva staden Sanaa är däremot inte en del av provinsen, utan den utgör i stället en egen administrativ enhet, Amanat al-Asemah. Provinsen har 919 215 invånare och en yta på 13 850 km².

## Distrikt
Provinsen är indelad i 16 distrikt. 
- Arhab
- Attyal
- Bani Dhabyan
- Bani Hushaysh
- Bani Matar
- Bilad ar-Rus
- Hamdan
- al-Haymah ad-Dakhiliyah
- al-Haymah al-Kharijiyah
- al-Husn
- Jihanah
- Khwlan
- Manakhah
- Nihm
- Sa'fan
- Sanhan